# Afer Amina Filali
L'afer Amina Filali fa referència a aquesta noia de 16 anys de Larraix (Marroc) que es va suïcidar prenent verí per rates en 2012 després que fou obligada a casar-se amb el seu violador. Segons l'article 475 de la llei marroquina, es permet que el violador eviti ser processat casant-se amb la seva víctima. Aquest incident va atreure molta atenció a la legislació marroquina, i moltes persones van expressar el desig que la llei havia de canviar. Els grups de drets humans locals també van fer una crida a la derogació de l'article 475 del codi penal marroquí que despenalitza la violació si el violador es casa ´després amb la seva víctima. Dos anys després del suïcidi, el parlament va decidir derogar l'article 475; fou derogat el 2014.